# Dunklin megye
Dunklin megye az Amerikai Egyesült Államokban, azon belül Missouri államban található. Megyeszékhelye és legnagyobb városa Kennett. Lakosainak száma 28 283 fő (2020. április 1.).

## Szomszédos megyék
- Stoddard megye (észak)
- New Madrid megye (északkelet)
- Pemiscot megye (kelet)
- Mississippi megye (délkelet)
- Craighead megye (dél)
- Greene megye (délnyugat)
- Clay megye (nyugat)
- Butler megye (északnyugat)

## Népesség
A megye népességének változása:
| Lakosok száma | 31 950 | 32 038 | 31 901 | 31 712 | 30 895 | 28 283 |
|               | 2010   | 2011   | 2012   | 2013   | 2015   | 2020   |